# 乌突戌古城遗址
乌突戌古城遗址，位于山西省吕梁市临县白文镇郝峪塔村与南庄村之间丘陵地带，是中华人民共和国山西省文物保护单位之一。
2004年6月10日，授予山西省文物保护单位，是一座古遗址。